# Полочин
Полочин (рум. Polocin) — село у повіті Васлуй в Румунії. Входить до складу комуни Погонешть.
Село розташоване на відстані 219 км на північний схід від Бухареста, 57 км на південь від Васлуя, 113 км на південь від Ясс, 88 км на північний захід від Галаца.

## Населення
За даними перепису населення 2002 року у селі проживали 245 осіб, усі — румуни. Усі жителі села рідною мовою назвали румунську.